# Castor en France
Le Castor en France est représenté — uniquement en métropole — par l'espèce autochtone Castor fiber et, dans une moindre mesure, par Castor canadensis, importé d'Amérique du Nord. L'espèce, en expansion depuis le début du XXe siècle après avoir été près de s'éteindre, n'est pas en danger sur le territoire national.

## Historique
La présence d'une espèce proche des castors actuels, un rongeur semi-aquatique appelé Steneofiber eseri, est attestée sur le territoire qui deviendra la France il y a environ 23 millions d'années.
Des ossements trouvés dans la Caune de l'Arago (Pyrénées-Orientales) montrent que l'Homme de Tautavel chassait et dépeçait le castor fiber, présent dans la région, pour se nourrir, il y a plus de 400 000 ans. Au Paléolithique supérieur, Homo sapiens peint l'intérieur de nombreuses grottes en France mais, si le castor est bien présent physiquement comme en témoignent des ossements retrouvés par les paléontologues, il n'est pas représenté dans cet art rupestre, à l'exception peut-être d'une esquisse dans la grotte d'Ebbou, en Ardèche. Les thèmes les plus fréquents de ces représentations sont des mammifères plus gros (bisons, mammouths, ours, chevaux...).
Le Castor d'Europe ou Castor eurasien (Castor fiber) est présent depuis la préhistoire sur une large zone de climat tempéré allant de l'Europe occidentale à l'Est de la Sibérie. En Europe occidentale, sa population subit une forte chute à partir du XIIe siècle due à la chasse et à la perte de territoires. Au niveau mondial, il ne subsiste plus, vers 1850, que 1200 individus répartis dans huit territoires isolés d'Eurasie, dont un seul en France : le delta du Rhône.
La première mesure de protection en France date de 1909, avec une interdiction de la chasse au castor dans la basse vallée du Rhône, où seuls une centaine d'animaux survivent. Le Castor d'Europe est classé comme espèce protégée en France en 1968. Les pays frontaliers prennent des mesures similaires à la même époque. Le castor remonte la vallée du Rhône et atteint Lyon, où l'urbanisation ralentit sa progression. En 1982, il a reconquis tous les territoires favorables en aval de Lyon. Parallèlement, des réintroductions de castor ont lieu, depuis les années 1950, dans toute la moitié Est du pays ainsi que dans le bassin de la Loire et en Bretagne.
En mars 2022, un castor est observé pour la première fois en Haute-Garonne, coincé dans une écluse en construction, à Villemur-sur-Tarn.

## Protection
S'il n'est pas menacé au niveau national (niveau  Préoccupation mineure), le Castor d'Europe est placé sur diverses listes rouges régionales :
| Région           | Statut                    | Année |
| ---------------- | ------------------------- | ----- |
| Alsace           | Vulnérable                | 2014  |
| Auvergne         | Préoccupation mineure     | 2015  |
| Bourgogne        | Quasi menacé              | 2015  |
| Bretagne         | En danger                 | NC    |
| Centre           | Vulnérable                | 2013  |
| Haute-Normandie  | Éteint au niveau régional | 2013  |
| Pays de la Loire | Quasi menacé              | 2020  |
| Picardie         | En danger critique        | 2016  |
| Poitou-Charente  | En danger                 | 2018  |

Le Castor d'Europe (mais pas celui du Canada) est cité par l'arrêté du 23 avril 2007 fixant la liste des mammifères terrestres protégés sur l'ensemble du territoire et les modalités de leur protection. Ce texte interdit notamment « la destruction, la mutilation, la capture ou l'enlèvement, la perturbation intentionnelle des animaux dans le milieu naturel » et « la détention, le transport, la naturalisation, le colportage, la mise en vente, la vente ou l'achat, l'utilisation commerciale ou non, des spécimens de mammifères prélevés » sur tout le territoire ainsi que « la destruction, l'altération ou la dégradation des sites de reproduction et des aires de repos ».
Le Castor d'Europe est également une espèce déterminante pour la détermination de ZNIEFF.

## Le Castor dans la culture française

### Utilisation
Comme partout où il était présent, le castor a été chassé en France essentiellement pour sa fourrure et pour le castoréum.

### Langue française
Les caractéristiques du castor et de sa peau ont donné plusieurs mots ou expressions en français. Le castor est une couleur, nuance du beige. Un castor peut être une roulette orientable permettant de déplacer des objets lourds ou un chapeau pour homme en poil de castor. Par dérivation de ce dernier sens, un demi-castor est un chapeau fait de poils de castor mélangés à d'autres poils ou laines, mais également une « femme de moralité douteuse ». En argot de la marine, un castor était un mousse.
Comme autres dérivés, la castorine est une étoffe chaude faite en partie de poils de castor et la castorette est une peau de lapin imitant le castor.
Le mot d'origine gauloise bièvre désignait le castor en ancien français. Il est encore attesté au XIXe siècle pour désigner la castor, mais aussi le Grand Harle, une espèce d'oiseau, également Harle bièvre. Il est à rapprocher de l'anglais beaver qui signifie castor.

### Toponymie
Le mot Bièvre se retrouve dans la toponymie française.